# Hounds of love
Hounds of Love es una película de terror australiana, dirigida y escrita por Ben Young, del año 2016. Se trata de la ópera prima del director australiano. Está protagonizada por Emma Booth, Ashleigh Cummings y Stephen Curry y narra la historia de Vicky Maloney, una joven secuestrada por una pareja desequilibrada, que tratará de sobrevivir, generando conflicto entre ellos.

## Argumento
La historia transcurre en un barrio marginal de Perth (Australia) durante los años 80. Allí vive Vicky Maloney, con su madre divorciada. Un día Vicky se escapa de casa, tras discutir con su madre, para poder ir a una fiesta. Sola y de noche, es seducida por Evelyn y John, para que se suba a su coche. John y Evelyn son una pareja aparentemente normal que esconde un oscuro hobby, se dedican a secuestrar, violar y torturar a chicas adolescentes, hasta acabar con su vida. La pareja de perturbados comenzará a torturar y abusar sexualmente de Vicky, con el fin de divertirse. La joven, buscará sobrevivir de cualquier modo. Para ello, intentará minar la relación de sus secuestradores, buscando que se produzca un enfrentamiento entre John y Evelyn, pasando a ser parte activa de sus juegos. De este modo se generará entre los tres una relación de posesión y violencia. La película permitirá así, explorar dinámicas como la dependencia, el control, la violencia doméstica o el patriarcado.

## Reparto
- Emma booth como Evelyn White.
- Ashleigh Cummings como Vicky Maloney.
- Stephen Curry como John White.
- Susie Porter
- Damian de Montemas
- Harrison Gilbertson
- Fletcher Humphrys
- Steve Turner
- Holly Jones
- Michael Muntz
- Marko Jovanovic
- Lisa Bennet
- Eileen Colocott
- Kingsley Judd[1]

## Producción
Se trata de la ópera prima de su director, Ben Young, quien comenzó su carrera en el cine como actor infantil y realizó sus primeros trabajos detrás de las cámaras como director de vídeos musicales y cortometrajes. El guion de la película corre a cargo del mismo director, Ben Young, y es su primer largometraje como guionista. Hounds of Love está ambientada en los años 80 en Australia, sin embargo la música utilizada, es propia de los años 60 y 70, generando una sensación de anacronía. Se estrenó en cines con copias limitadas y en vídeo bajo demanda el 12 de mayo de 2017, recibiendo una calificación por edades para mayores de 18 años.

## Recepción
Hounds of Love ha recibido buenas críticas desde su debut en el South by Southwest, llegando a alcanzan una valoración del 100% en Rotten Tomatoes. A su paso por el Festival de Venecia, la película australiana fue catalogada como una de las películas más incómodas de la temporada, pero siempre acompañada de buenas valoraciones. Ha recibido críticas positivas de especialistas como Eddie Cockrell de Variety o David Rooney de The Hollywood Reporter. Así mismo, el periodista Gonzalo Curbelo publicó sobre la película, en el Diario La Diaria, lo siguiente: "una película que difícilmente se puede considerar de género, pero que a la vez es posiblemente la más aterradora –y con la escena más angustiosa del año. (...) su aproximación a la violencia y la locura no resulta para nada gratuita, y en términos cinematográficos es un debut deslumbrante."

## Premios
Hounds of Love fue presentada en el festival South by Southwest, además ha pasado por el Festival de Venecia y por el Festival de Sitges. Así mismo fue nominada a nueve Premios AACTA en 2017:  
- Premio AACTA al Mejor Actor a Stephen Curry
- Premio AACTA a la Mejor Actriz Secundaria a Susie Porter
- Premio AACTA al Mejor Guion Original a Beng Young
- Premio AACTA a la Mejor Fotografía a Michael Mcdermott
- Premio AACTA a la Mejor Película
- Premio AACTA al Mejor Montaje a Merlin Cornish
- Premio AACTA al Mejor Director a Beng Young
- Premio AACTA al Mejor Vestuario y Maquillaje
- Premio AACTA a la Mejor Actriz a Emma Booth, (Ganador).[11]

Hounds of Love también ha recibido tres premios en el Festival de Cine de Terror de Molins de Rei:  
- Mejor Actriz (Emma Booth)
- Mejor Guion
- Mejor Película.[5]